# Ptilopsis
Ptilopsis – rodzaj ptaków z podrodziny puszczyków (Striginae) w rodzinie puszczykowatych (Strigidae).

## Zasięg występowania
Rodzaj obejmuje gatunki występujące w Afryce.

## Morfologia
Długość ciała 22–25 cm, rozpiętość skrzydeł 50 cm; masa ciała 185–276 g.

## Systematyka

### Etymologia
- Ptilopsis: gr. πτιλον ptilon „pióro”; οψις opsis „twarz”[5].
- Ephialtes: gr. εφιαλτης ephialtēs „demon, zmora”[6]. Gatunek typowy: Strix leucotis Temminck, 1820.

### Podział systematyczny
Do rodzaju należą następujące gatunki:
- Ptilopsis leucotis (Temminck, 1820) – szlarogłówka północna
- Ptilopsis granti (Kollibay, 1910) – szlarogłówka południowa